# هانس ساتور

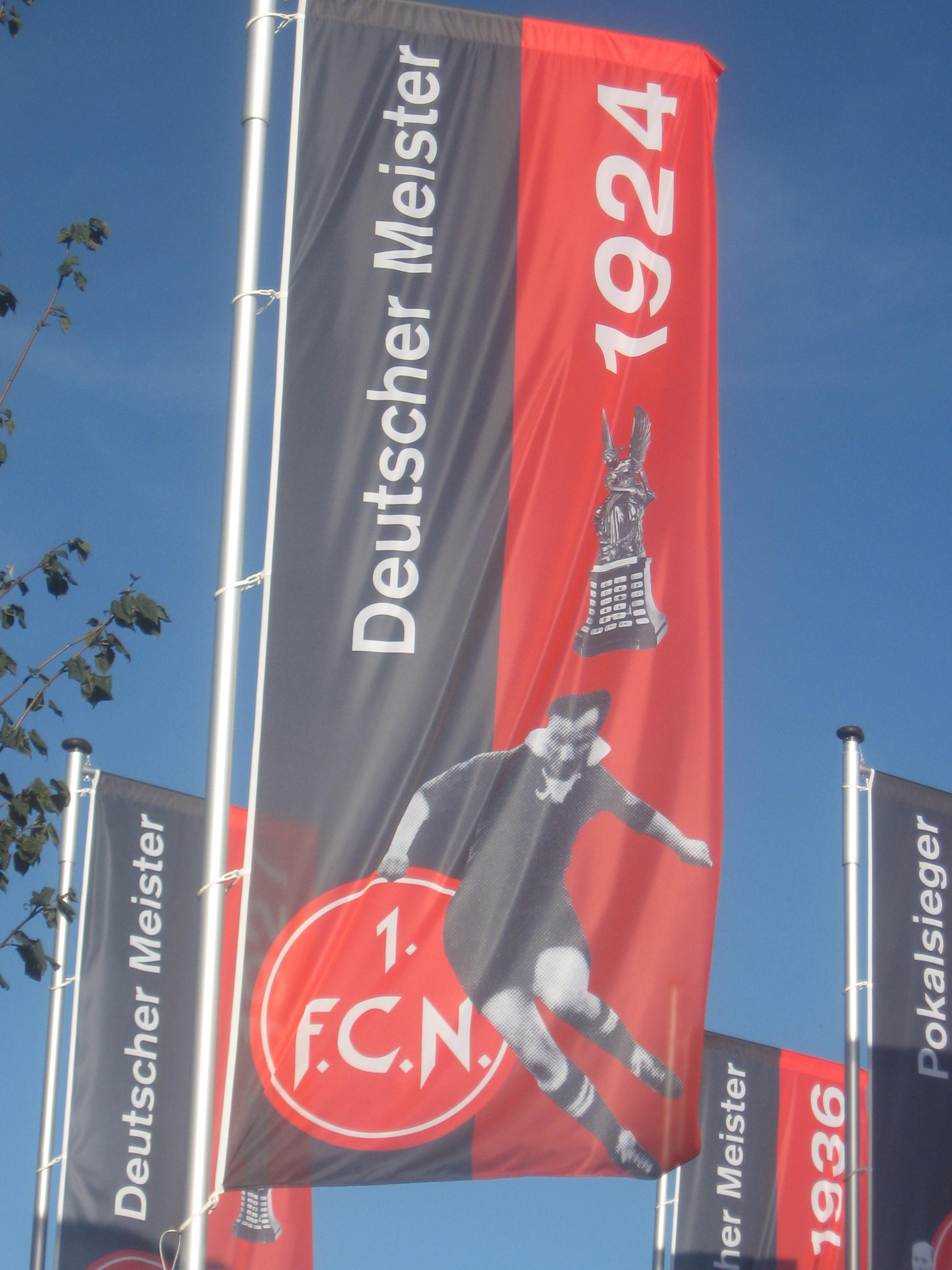
هانس ساتورمهاجم فوتبال اهل آلمان بود

هانس ساتور (زاده ۲۸ ژوئن ۱۸۹۵ درگذشته ۹ مارس ۱۹۷۶) مهاجم فوتبال اهل آلمان بود که در باشگاه فوتبال نورنبرگ و تیم ملی فوتبال آلمان بازی می کرد.